# 고태영
고태영(1982년 9월 6일 ~ )은 대한민국의 배우이다.

## 학력
- 청운대학교 방송연기과 학사

## 출연작

### 영화
- 《얼굴없는 보스》 (2019년) - 경상도파 조직원 4 역
- 《변신》 (2019년) - 이삿짐센터 소장 역
- 《해피 투게더》 (2018년) - 재풍 역
- 《트릭》 (2016년) - 이남 역
- 《찌라시: 위험한 소문》 (2014년) - 수행원 역
- 《쉿! 그녀에겐 비밀이에요》 (2008년) - FBI 비밀요원 6 역

### 드라마
- 《비밀의 남자》 (2020년, KBS2) - 형사 역
- 《그 여자의 바다》 (2017년, KBS2)
- 《터널》 (2017년, OCN)